# Wölfterode
Wölfterode ist ein Stadtteil von Sontra im nordhessischen Werra-Meißner-Kreis.

## Geographische Lage
Wölfterode liegt zwischen dem Ringgau im Norden und dem Richelsdorfer Gebirge im Süden rund 7,5 km (Luftlinie) südöstlich von Sontra. Durchflossen wird es von der Blanke, einem südsüdöstlichen Zufluss der Ulfe. Am östlichen Ortsrand verläuft die Landesstraße 3248, die nördlich auf die B 400 stößt.

## Geschichte

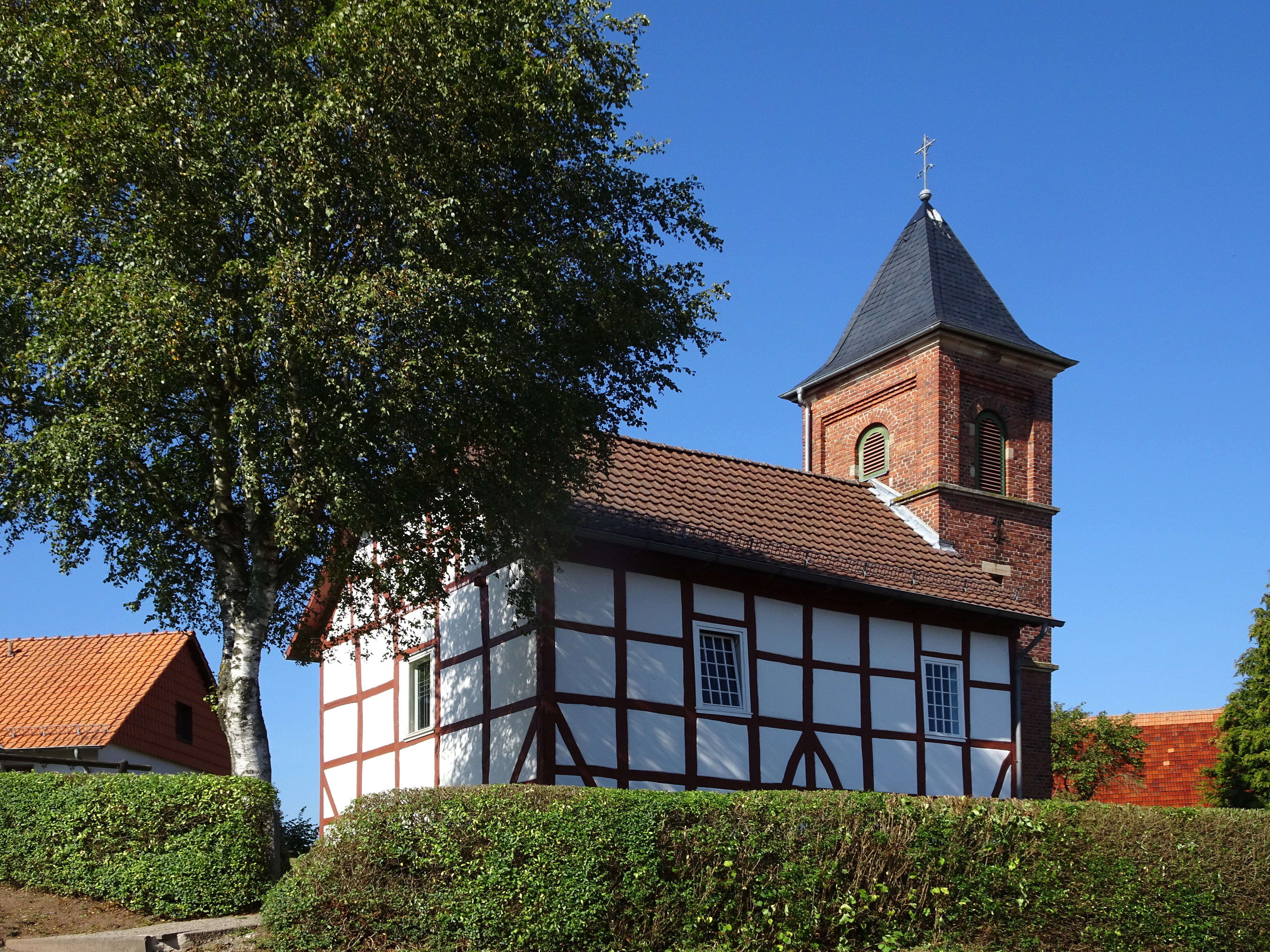
Die evangelische Kirche in Wölfterode

### Ortsgeschichte
Die älteste bekannte schriftliche Erwähnung von Wölfterode erfolgte unter dem Namen Welferode im Jahr 1363. Die damals bereits existierende Mühle soll bis etwa 1950 bestanden haben. 1585 wurde eine Kirche erbaut, im Jahr 1715 das heutige Gotteshaus als Fachwerkkirche mit ihrem erst 1900 errichteten Backsteinturm.
Hessische Gebietsreform (1970–1977)
Die bis dahin eigenständige Gemeinde Wölfterode wurde zum 1. Juli 1971 im Zuge der Gebietsreform in Hessen auf freiwilliger Basis als Stadtteil nach Sontra eingegliedert. Für Wölfterode, wie für alle bei der Gebietsreform eingegliederten Gemeinden, wurde ein Ortsbezirk mit Ortsbeirat und Ortsvorsteher nach der Hessischen Gemeindeordnung gebildet.

### Verwaltungsgeschichte im Überblick
Die folgende Liste zeigt die Staaten und Verwaltungseinheiten, denen Wölfterode  angehört(e):
- vor 1567: Heiliges Römisches Reich, Landgrafschaft Hessen, Amt Sontra (Gericht Ulfen)
- ab 1567: Heiliges Römisches Reich, Landgrafschaft Hessen-Kassel, Amt Sontra
- ab 1806: Landgrafschaft Hessen-Kassel, Amt Sontra
  - 1627–1834: Landgrafschaft Hessen-Rotenburg (sogenannte Rotenburger Quart), teilsouveränes Fürstentum unter reichsrechtlicher Oberhoheit der Landgrafschaft Hessen-Kassel bzw. des Kurfürstentums Hessen
- 1807–1813: Königreich Westphalen, Departement der Werra, Distrikt Eschwege, Kanton Sontra
- ab 1815: Kurfürstentum Hessen, Rotenburger Quart, Amt Sontra[6]
- ab 1821: Kurfürstentum Hessen, Provinz Niederhessen, Kreis Rotenburg[7][Anm. 2]
- ab 1848: Kurfürstentum Hessen, Bezirk Hersfeld
- ab 1851: Kurfürstentum Hessen, Provinz Niederhessen, Kreis Rotenburg
- ab 1867: Königreich Preußen, Provinz Hessen-Nassau, Regierungsbezirk Kassel, Kreis Rotenburg
- ab 1871: Deutsches Reich,  Königreich Preußen, Provinz Hessen-Nassau, Regierungsbezirk Kassel, Kreis Rotenburg
- ab 1918: Deutsches Reich, Freistaat Preußen, Provinz Hessen-Nassau, Regierungsbezirk Kassel, Kreis Rotenburg
- ab 1944: Deutsches Reich, Freistaat Preußen, Provinz Kurhessen, Landkreis Rotenburg
- ab 1945: Amerikanische Besatzungszone, Groß-Hessen, Regierungsbezirk Kassel, Landkreis Rotenburg
- ab 1946: Amerikanische Besatzungszone, Hessen, Regierungsbezirk Kassel, Landkreis Rotenburg
- ab 1949: Bundesrepublik Deutschland, Hessen, Regierungsbezirk Kassel, Landkreis Rotenburg
- ab 1971: Bundesrepublik Deutschland, Hessen, Regierungsbezirk Kassel, Landkreis Rotenburg, Stadt Sontra[Anm. 3]
- ab 1972: Bundesrepublik Deutschland, Hessen, Regierungsbezirk Kassel, Landkreis Eschwege, Stadt Sontra
- ab 1974: Bundesrepublik Deutschland, Hessen, Regierungsbezirk Kassel, Werra-Meißner-Kreis, Stadt Sontra

## Bevölkerung

### Einwohnerstruktur 2011
Nach den Erhebungen des Zensus 2011 lebten am Stichtag dem 9. Mai 2011 in Wölfterode 81 Einwohner. Darunter waren keine Ausländer.
Nach dem Lebensalter waren 18 Einwohner unter 18 Jahren, 33 zwischen 18 und 49, 18 zwischen 50 und 64 und 15 Einwohner waren älter. Die Einwohner lebten in 27 Haushalten. Davon waren 6 Singlehaushalte, 6 Paare ohne Kinder und 12 Paare mit Kindern, sowie 3 Alleinerziehende und keine Wohngemeinschaften. In 6 Haushalten lebten ausschließlich Senioren und in 18 Haushaltungen lebten keine Senioren.

### Einwohnerentwicklung
| • 1585: | 15 Haushaltungen |
| • 1747: | 21 Haushaltungen |

| Wölfterode: Einwohnerzahlen von 1834 bis 2020 | Wölfterode: Einwohnerzahlen von 1834 bis 2020 | Wölfterode: Einwohnerzahlen von 1834 bis 2020 | Wölfterode: Einwohnerzahlen von 1834 bis 2020 | Wölfterode: Einwohnerzahlen von 1834 bis 2020 |
| --- | --------------------------------------------- | --------------------------------------------- | --------------------------------------------- | --------------------------------------------- |
| Jahr |                                               |                                               |                                               | Einwohner                                     |
| 1834 | 1834                                          |                                               | 174                                           | 174                                           |
| 1840 | 1840                                          |                                               | 152                                           | 152                                           |
| 1846 | 1846                                          |                                               | 104                                           | 104                                           |
| 1852 | 1852                                          |                                               | 122                                           | 122                                           |
| 1858 | 1858                                          |                                               | 124                                           | 124                                           |
| 1864 | 1864                                          |                                               | 107                                           | 107                                           |
| 1871 | 1871                                          |                                               | 97                                            | 97                                            |
| 1875 | 1875                                          |                                               | 102                                           | 102                                           |
| 1885 | 1885                                          |                                               | 107                                           | 107                                           |
| 1895 | 1895                                          |                                               | 105                                           | 105                                           |
| 1905 | 1905                                          |                                               | 107                                           | 107                                           |
| 1910 | 1910                                          |                                               | 92                                            | 92                                            |
| 1925 | 1925                                          |                                               | 109                                           | 109                                           |
| 1939 | 1939                                          |                                               | 93                                            | 93                                            |
| 1946 | 1946                                          |                                               | 152                                           | 152                                           |
| 1950 | 1950                                          |                                               | 144                                           | 144                                           |
| 1956 | 1956                                          |                                               | 125                                           | 125                                           |
| 1961 | 1961                                          |                                               | 120                                           | 120                                           |
| 1967 | 1967                                          |                                               | 100                                           | 100                                           |
| 1970 | 1970                                          |                                               | 109                                           | 109                                           |
| 1980 | 1980                                          |                                               | ?                                             | ?                                             |
| 1987 | 1987                                          |                                               | 80                                            | 80                                            |
| 2000 | 2000                                          |                                               | ?                                             | ?                                             |
| 2011 | 2011                                          |                                               | 81                                            | 81                                            |
| 2015 | 2015                                          |                                               | 70                                            | 70                                            |
| 2020 | 2020                                          |                                               | 81                                            | 81                                            |
| Datenquelle: Historisches Gemeindeverzeichnis für Hessen: Die Bevölkerung der Gemeinden 1834 bis 1967. Wiesbaden: Hessisches Statistisches Landesamt, 1968. Weitere Quellen: LAGIS; Stadt Sontra:; Zensus 2011{ |                                               |                                               |                                               |                                               |

### Historische Religionszugehörigkeit
| • 1885: | 107 evangelische (= 100 %) Einwohner                               |
| • 1961: | 107 evangelische (= 89,17 %), 12 katholische (= 10,00 %) Einwohner |

## Infrastruktur
In Wölfterode steht ein Dorfgemeinschaftshaus.